# Liste der Kulturdenkmäler in Oberzissen
In der Liste der Kulturdenkmäler in Oberzissen sind alle Kulturdenkmäler der rheinland-pfälzischen Ortsgemeinde Oberzissen aufgeführt. Grundlage ist die Denkmalliste des Landes Rheinland-Pfalz (Stand: 12. Juni 2023).

## Einzeldenkmäler
| Bezeichnung                                 | Lage                                                    | Baujahr                  | Beschreibung                                       | Bild            |
| ------------------------------------------- | ------------------------------------------------------- | ------------------------ | -------------------------------------------------- | --------------- |
| Wohnhaus                                    | Bachstraße 54 Lage                                      | 17. oder 18. Jahrhundert | Fachwerkhaus, Ständerbau, 17. oder 18. Jahrhundert | Fotos hochladen |
| Wegekreuz                                   | Burberg                                                 | 18. Jahrhundert          | Wegekreuzfragment, Nischentyp, 18. Jahrhundert     | Fotos hochladen |
| Katholische Pfarrkirche St. Antonius Eremit | Kirchberg 4 Lage                                        | 1777                     | Turm, bezeichnet 1777                              | BW              |
| Segensstein                                 | östlich des Ortes an der K 50; Flur Auf dem Ahrweg Lage | 1599                     | Wegekreuz, Nischentyp, bezeichnet 1599             | BW              |
| Grabkreuz                                   | westlich des Ortes an der K 51; Flur Auf dem Schöb Lage | 1783                     | Grabkreuz, bezeichnet 1783                         | BW              |